# Gaal Dornick
Gaal Dornick (nascut al 19455 de l'Era Galàctica, a Synnax, i mort al 19553 a Terminus) és un personatge del primer llibre de la Saga de la Fundació creat per Isaac Asimov l'any 1951. La seva història apareix a la primera part del llibre anomenada "Els Psicohistoriadors". És amic d'en Hari Seldon, de fet, posteriorment es va convertir en el seu biògraf. També fa aparicions en diverses històries de la sèrie de la Fundació, inclòs El triomf de la Fundació.
És un jove matemàtic recentment premiat amb el seu doctorat i originari de Synnax. Ha estat convidat a Trantor per en Hari Seldon per, d'aquesta manera, unir-se al projecte de psicohistòria. Es troba amb en Seldon poc després d'arribar a Trantor però, llavors, ja està vigilat per agents del Comitè de Seguretat Pública. Seldon li revela que la psicohistòria ha predit que la caiguda de l'Imperi seria ineludible i que l'exili al remot planeta de Terminus és, en realitat, l'objectiu real de Seldon. Gaal és arrestat, interrogat i, finalment, es trasllada a Terminus per a continuar amb el llegat de Seldon.

## Història principal
La història dels psico-historiadors comença poc abans de la detenció de Gaal Dornick, el matemàtic que havia acabat d'arribar al planeta Trantor, abans que s'uneixi oficialment al projecte d'Hari Seldon.
Durant un judici posterior, Hari Seldon fa pública la seva predicció que l'Imperi caurà abans de cinc segles, i després de la caiguda la humanitat patirà un període de barbàrie de 30.000 anys fins que un Segon Imperi sigui establert. Segons Seldon, la caiguda és inevitable a causa de la gran inèrcia dels fets històrics, però encara és possible reduir el període de barbàrie a 1000 anys, de manera que la humanitat patirà menys. Seldon revela que el Projecte consisteix en salvaguardar la ciència en una Enciclopèdia Galàctica que emmagatzemarà tot el coneixement acumulat per la humanitat al llarg de milers d'anys perquè no es perdi i no sigui necessari començar des de zero. Finalment, els aristòcrates que governen l'Imperi decideixen exiliar el Projecte a Términus, un planeta situat a la Perifèria Galàctica i amb pocs recursos estratègics, amb l'esperança de treure's el problema del damunt.
No obstant això, Seldon mostra a Gaal Dornick que tot ha estat convenientment planejat pels líders del Projecte, que ja tenien planejat l'"exili" a Términus però volien fer-ho de manera que no atragués sospites (després de tot, resultaria sospitós que cent mil persones se n'anessin a un planeta sense colonitzar) i indica subtilment que el veritable propòsit del Projecte no està directament relacionat amb l'Enciclopèdia.

## Altres
Més detalls de la vida d'en Gaal es proporcionen a l'obra de Cap a la Fundació. Després de l'exili, va portar allà les cintes gravades per Hari Seldon. També va supervisar la construcció i instal·lació de la Cambra del Temps. Gaal Dornick es va convertir en un dels treballadors clau juntament amb en Stettin Palver al Pla d'en Seldon, i va informar directament a Seldon sobre el seu progrés mentre el perfeccionaven. Després de la mort de Seldon, es va traslladar a Terminus. La versió pròpia d'en Seldon del Primer Radiant li va ser llegada i enviada després de la mort de Seldon. Wanda Seldon tenia el Primer Radiant de l'Hugo. Com que Bor Alurin es diu que és l'únic científic social present a la Primera Fundació i el Primer Radiant apareix després en possessió de la Segona Fundació, és probable que no es quedés definitivament a Terminus.